# Hoedje van papier
Een twee drie vier, hoedje van papier is een volksliedje dat tegenwoordig wordt gezongen als kinderliedje. Het liedje is hoogstwaarschijnlijk ontstaan rond 1830.

## Datering en oudste vindplaatsen
Het liedje is waarschijnlijk ontstaan ten tijde van de Belgische Revolutie in 1830.
Koning Willem I werd in 1830 verworpen als vorst door de Zuidelijke Nederlanden en op 4 oktober 1830 riep het Voorlopig Bewind de onafhankelijkheid uit. Nederland stuurde een leger om de opstand de kop in te drukken. Een groot aantal dienstplichtigen moest snel een uniform krijgen. Omdat er niet genoeg reguliere hoeden waren (sjako's van vilt en leer), kregen de plattelandsschutters er een van perkamentachtig papier.
Volgens het Legermuseum in Delft is de melodie van het lied in elk geval gebaseerd op een militaire trommars. Wie het lied uiteindelijk van tekst heeft voorzien is niet bekend. Het lied vertoont een kleine overeenkomst met de melodie van het Duitse volks- en kinderlied Hänschen klein, in het Nederlands het kinderliedje Alles blij maakt de mei (regel 5 en 6 zijn op dezelfde melodie als regel 5 en 6 van Hoedje van papier).
De oudste vermelding in de Nederlandse Liederenbank van het Meertens Instituut stamt uit 1894. Het liedboek Nederlandsche baker- en kinderrijmen van J. van Vloten (eerste druk: 1871), vermeldt als incipit 'Eén, twee, drie, vier, hoedje van, hoedje van / één, twee, drie, vier, hoedje van papier' en noemt het liedje een danslied.

## Tekst
Volksliedjes kennen, door hun mondelinge overlevering, vaak (regionale en/of tijdgebonden) varianten in zowel tekst als melodie. De huidige tekst van het liedje gaat gewoonlijk als volgt:
Een twee drie vier, hoedje van, hoedje van,
Een twee drie vier, hoedje van papier.
Heb je dan geen hoedje meer
Maak er een van bordpapier
Een twee drie vier, hoedje van papier.
Een twee drie vier, hoedje van, hoedje van,
Een twee drie vier, hoedje van papier.
Als het hoedje dan niet past,
Zet het in de glazenkast.
Een twee drie vier, hoedje van papier.

### Toelichting
Een glazenkast was een kast voor glaswerk, mogelijk met glazen deuren.

## In populaire cultuur
- Eind jaren tachtig gebruikte het toiletpapiermerk Popla de melodie van het lied in zijn reclamefilmpjes.[4]
- Het lied werd in 2004 opgenomen door de Belgische groep Think of One voor het Kapitein Winokio-project.
- In 2011 gaf Lannoo in samenwerking met het kinderkoor van de Vlaamse Opera een boekje uit over de herkomst en betekenis van oude kinderliedjes. Ozewiezewatte is het boek bij de gelijknamige tentoonstelling. Hierin was een papieren sjako te zien, een echt hoedje van papier dus.
- In 2017 werd het door Lil' Kleine en Mr. Polska gesampled in hun lied Hop hop hop.